# Wiltshausen
Wiltshausen ist eine Ortschaft im Leeraner Stadtteil Loga. Sie liegt an der Mündung der Jümme in die Leda. 

## Geschichte
Wiltshausen entstand an strategisch günstiger Stelle am so genannten Lüdeweg. Dieser verband Westfalen mit der ostfriesischen Handelsstadt Emden und kreuzte zwischen Amdorf und Wiltshausen die Jümme, die an dieser Stelle bis heute nur mittels einer Fähre überquert werden kann.
In der Zeit des Nationalsozialismus wurden in den Jahren 1938/1939  Juden aus Wien als Zwangsarbeiter bei der Deicherhöhung an Leda und Jümme eingesetzt. Die Juden, zumeist Personen mit höherer Bildung, wurden in zwei Lagern untergebracht: in Wiltshausen auf heutigem Leeraner Stadtgebiet und in Terheide, zwischen Detern und Potshausen gelegen. Kontakte zur einheimischen Bevölkerung gab es kaum.

## Sehenswürdigkeiten
Im Ort befindet sich ein Anlegepunkt der Pünte, die als älteste handgezogene Fähre Nordeuropas gilt. Der Fährprahm wurde im Jahre 1562 zum ersten Mal urkundlich erwähnt und verbindet Wiltshausen mit dem am gegenüberliegenden Flussufer gelegenen Amdorf. Mit der Pünte können bis zu drei Pkw und 30 Passagiere über die Jümme befördert werden. Jährlich wird die Pünte von rund 11.000 Radfahrern, 4.500 Fußgängern, 450 Motorräder sowie 400 Autos genutzt, hat aber nur noch touristische Bedeutung. Die Fährsaison wird alljährlich am 1. Mai  mit tausenden Besuchern volksfestähnlich eröffnet.